# Glipa luteofasciata
Glipa luteofasciata là một loài bọ cánh cứng trong họ Mordellidae. Loài này được Pic mô tả khoa học năm 1930.